# یواس‌اس ال‌اس‌تی-۸۵۱
یواس‌اس ال‌اس‌تی-۸۵۱ (به انگلیسی: USS LST-851) یک کشتی است که طول آن ۳۲۸ فوت (۱۰۰ متر) می‌باشد. این کشتی در سال ۱۹۴۴ ساخته شد.